# Belarussischer Rubel

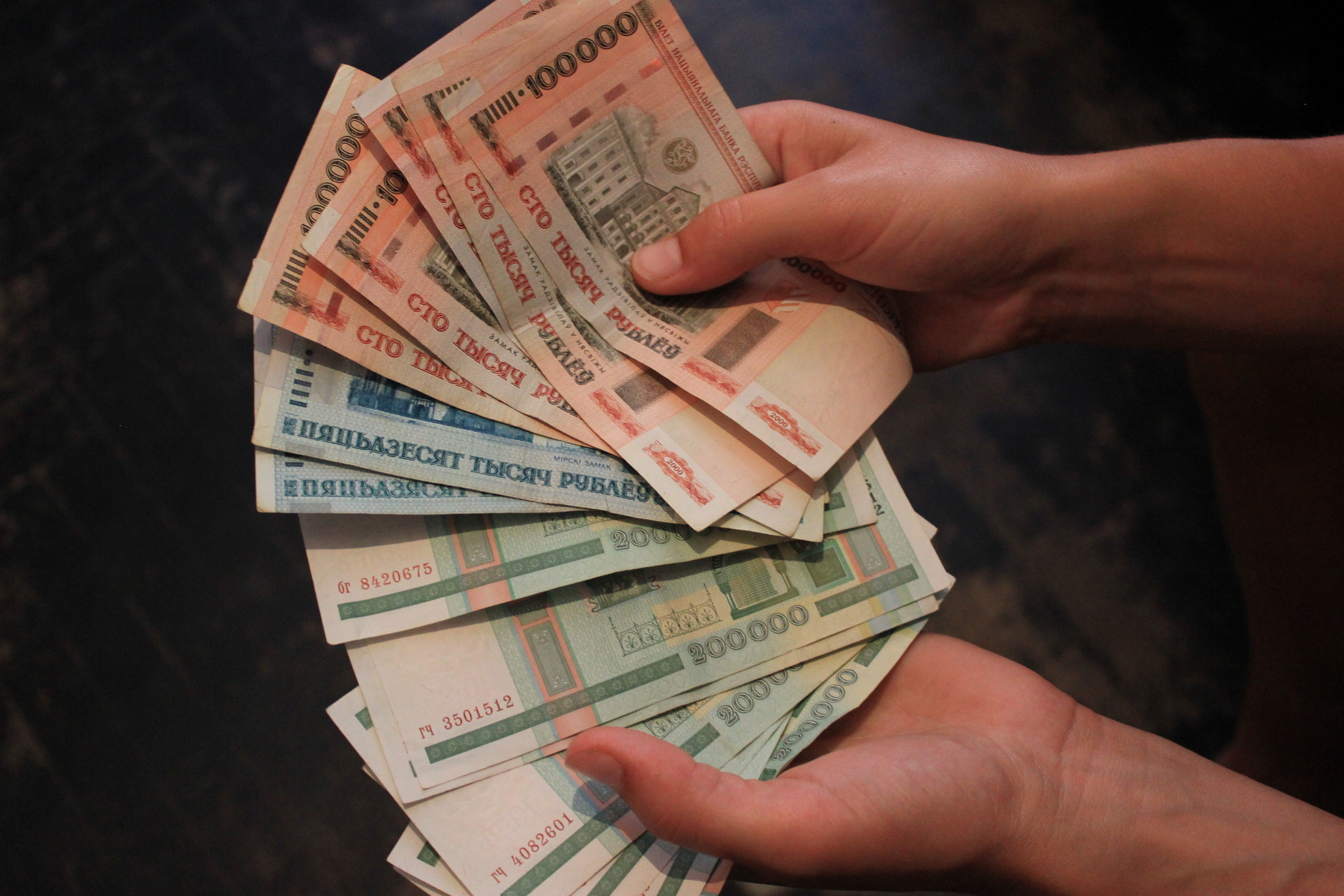
Alte belarussische Rubel im Gegenwert von etwa 100 Euro

Der Belarussische Rubel (belarussisch беларускі рубель belaruski rubel; ISO-4217-Code BYN, Abkürzung auch Br) oder Belarus-Rubel ist die Währung von Belarus. Es gibt seit 2016 die dritte Währung unter diesem Namen.
- Der erste Belarussische Rubel (BYB) wurde im Mai 1992 eingeführt. 10 Sowjetische Rubel wurden durch 1 Belarussischen Rubel ersetzt.
- Der zweite Belarussische Rubel wurde im Jahre 2000 eingeführt, es wurden drei Nullen gestrichen: 1000 BYB = 1 BYR.
- Am 1. Juli 2016 erfolgte dann die Einführung des dritten Belarussischen Rubels (BYN) im Verhältnis von 10.000 alte Rubel (BYR) = 1 neuer Rubel (BYN). Seither sind zum ersten Mal auch Münzen im Umlauf.

## Stückelung

### Erste Serie (1992–2000)
Der erste Rubel von 1992 bis 2000 (BYB) war in Kopeken unterteilt.
| Banknoten (1992–2000) | Banknoten (1992–2000) | Banknoten (1992–2000) |
| Bild                  | Bild                  | Wert                  |
| --------------------- | --------------------- | --------------------- |
|                       |                       | 50 Kopeken            |
|                       |                       | 1 Rubel               |
|                       |                       | 3 Rubel               |
|                       |                       | 5 Rubel               |
|                       |                       | 10 Rubel              |
|                       |                       | 25 Rubel              |
|                       |                       | 50 Rubel              |
|                       |                       | 100 Rubel             |
|                       |                       | 200 Rubel             |
|                       |                       | 500 Rubel             |
|                       |                       | 1000 Rubel            |
|                       |                       | 5000 Rubel            |
|                       |                       | 20.000 Rubel          |
|                       |                       | 50.000 Rubel          |
|                       |                       | 100.000 Rubel         |
|                       |                       | 500.000 Rubel         |
|                       |                       | 1.000.000 Rubel       |
|                       |                       | 5.000.000 Rubel       |

### Zweite Serie (2000–2016)
Bei der Währungsumstellung im Jahr 2000 (BYR) wurden keine neuen Kopekenmünzen oder -banknoten produziert. Von der zweiten Serie gab es Banknoten mit den Werten 1, 5, 10, 20, 50, 100, 500, 1000, 5000, 10.000, 20.000, 50.000, 100.000 und 200.000 Br; Umlaufmünzen existierten vor der Umstellung im Juli 2016 nicht.
| Banknoten (2000–2016) | Banknoten (2000–2016) | Banknoten (2000–2016) |
| Bild                  | Bild                  | Wert                  |
| --------------------- | --------------------- | --------------------- |
|                       |                       | 1 Rubel               |
|                       |                       | 5 Rubel               |
|                       |                       | 10 Rubel              |
|                       |                       | 20 Rubel              |
|                       |                       | 50 Rubel              |
|                       |                       | 100 Rubel             |
|                       |                       | 500 Rubel             |
|                       |                       | 1000 Rubel            |
|                       |                       | 5000 Rubel            |
|                       |                       | 10.000 Rubel          |
|                       |                       | 20.000 Rubel          |
|                       |                       | 50.000 Rubel          |
|                       |                       | 100.000 Rubel         |
|                       |                       | 200.000 Rubel         |

### Dritte Serie (seit 2016)
Seit der Reform 2016 (BYN) gibt es Umlaufmünzen mit den Werten 1, 2, 5, 10, 20 und 50 Kopeken, sowie 1 und 2 Rubel. Banknoten gibt es mit den Werten 5, 10, 20, 50, 100, 200 und 500 Br. Banknoten der alten Serie ab 100 Br blieben in einer Übergangszeit weiter gültig.
| Münzen (seit 2016) | Münzen (seit 2016) | Münzen (seit 2016) |
| Bild               | Bild               | Wert               |
| ------------------ | ------------------ | ------------------ |
|                    |                    | 1 Kopeke           |
|                    |                    | 2 Kopeken          |
|                    |                    | 5 Kopeken          |
|                    |                    | 10 Kopeken         |
|                    |                    | 20 Kopeken         |
|                    |                    | 50 Kopeken         |
|                    |                    | 1 Rubel            |
|                    |                    | 2 Rubel            |

| Banknoten (seit 2016) | Banknoten (seit 2016) | Banknoten (seit 2016) |
| Bild                  | Bild                  | Wert                  |
| --------------------- | --------------------- | --------------------- |
|                       |                       | 5 Rubel               |
|                       |                       | 10 Rubel              |
|                       |                       | 20 Rubel              |
|                       |                       | 50 Rubel              |
|                       |                       | 100 Rubel             |
|                       |                       | 200 Rubel             |
|                       |                       | 500 Rubel             |

## Geschichte
Der Name der Währung stammt vom sowjetischen Rubel, der nach dem Zusammenbruch des sowjetischen Währungssystems 1991 behalten wurde. Es gab den Plan zu einer nationalen Währungseinheit, die Taler heißen sollte, der aber nicht in die Tat umgesetzt wurde.
Anfang 1992, während des Auseinanderbrechens des sowjetischen Währungssystems, wurde das System des Transferrubels im Warenverkehr eingeführt. Am 1. Juni 1992 wurde die belarussische Währung als Buchgeld eingeführt. Ab Ende Juni 1993 wurden russische Rubel und sowjetische Rubel als Zahlungsmittel nicht mehr akzeptiert.
Belarus trieb die Vorbereitungen zur Einführung einer eigenen Währung weiter voran, obwohl es im September 1993 zusammen mit Kasachstan, Armenien, Russland, Usbekistan und Tadschikistan ein Abkommen unterzeichnete, in dem das Ziel einer gemeinsamen postsowjetischen Währungszone explizit formuliert war. Daneben wurde auch ein Anschluss an das russische Währungssystem erwogen.

### Währungspolitik der Lukaschenka-Regierung
1996 übernahm die Regierung von Aljaksandr Lukaschenka die Kontrolle über die zuvor unabhängige Nationalbank der Republik Belarus. Diese verlor die Möglichkeit einer selbständigen Währungspolitik. Zwei Nationalbankvorsitzende, Stanislau Bahdankewitsch und Tamara Winnikawa, traten aus Protest gegen die Unterordnung der Nationalbank gegenüber dem Ministerkabinett zurück. In der Folge wurde Pjatro Prakapowitsch Vorsitzender der Nationalbank.
In dieser Zeit beherrschten Rezession und zunehmender Schwarzmarkt die Wirtschaft des Landes. Die Regierung strebte an, die freie Preisbildung am nationalen Währungsmarkt zu beschränken und führte dazu Restriktionen im Währungshandel ein, die sowohl Unternehmen als auch Privatpersonen betrafen.
1999 lag der offizielle Wechselkurs bei etwa einem Drittel des Kurses am Schwarzmarkt. Dieser Widerspruch wird als Grund angesehen, warum offizielle Berichte dieser Zeit von einem „gigantischen Wachstum“ der Wirtschaft sprachen, während Berechnungen nach dem Schwarzmarktkurs negative Entwicklungen zeigten.
Die Wirtschaftspolitik der Lukaschenka-Regierung erforderte einen hohen finanziellen Aufwand. Die Regierung ließ die Nationalbank immer mehr Geld drucken, sodass typische Inflationseffekte auftraten. Der Rubel entsprach einem immer geringeren Warenwert, die Preise stiegen.
Die Staatsverschuldung gegenüber Banken vervielfachte sich zwischen 1996 und 2000 um den Faktor 15, während die Banken entsprechend staatlichen Vorgaben vor allem Kredite an die unrentable Landwirtschaft vergaben. Von den 27 privaten Banken gingen bis Januar 2000 etwa ein Drittel in Konkurs. Das umlaufende Geld entsprach etwa dem 500-fachen des jährlichen Nationaleinkommens.
Im September 1999 gab die Notenbank die höchstwertige Banknote zu 5 Millionen Rubel aus. Wie die meisten Währungen isolierter und schwacher Volkswirtschaften wurde der belarussische Rubel kaum noch für internationale Finanztransaktionen benutzt.

### Währungsunion mit Russland und Währungsreform 2000
Seit Beginn seiner Präsidentschaft arbeitete Lukaschenka auf eine Integration des Landes mit der Russischen Föderation hin, die unter anderem von Linkskonservativen in Belarus und Nationalisten in Russland unterstützt wird. Dazu unterzeichneten der russische Präsident Boris Jelzin und Aljaksandar Lukaschenka zwischen 1995 und 1999 mehrere Verträge über eine Russisch-Belarussische Union. Von Anfang an war auch die Einführung einer gemeinsamen Währung vorgesehen. Artikel 13 des 1999 unterzeichneten Vertrages über die Gründung des unierten Staates von Russland und Belarus sprach von einer Währungseinheit für die Union.
Der Standort und die Kontrolle über die neue gemeinsame Notenbank wurden zunächst nicht verbindlich geklärt. Als mögliche Standorte wurden Moskau und Minsk gehandelt. Jelzins Nachfolger Wladimir Putin bremste den Vereinigungsprozess ab und drängte auf mehr Einfluss für Russland in der Union.
Im Jahr 2000 gab es eine Währungsreform und neue Geldscheine. Drei Nullen wurden gestrichen und der Tausch war 1000 alte Rubel (BYB) = 1 neuer Rubel (BYR). 2000 passte auch die Nationalbank den offiziellen Kurs der Währung an den Schattenkurs an und liberalisierte den Währungshandel. Die russische Seite fordert seitdem Stabilität des Wechselkurses als oberste Priorität der Notenbank.
Im Dezember 2002 wurde auf dem Treffen der Ministerpräsidenten von Belarus und Russland erklärt, am Anfang werde der russische Rubel die gemeinsame Währung sein. Es war geplant, dass ab 1. Juli 2003 der russische Rubel in Belarus für den bargeldlosen Verkehr eingeführt wird und ab 1. Januar 2004 die belarussische Währung komplett ersetzen würde. 2007 oder 2008 sollte eine neue übernationale Währung eingeführt werden. Verbindliche Schritte wurden mehrfach verschoben. Auf russischer Seite wurde 2010 vermutet, dass die Regierung in Minsk die geplante Union lediglich als Vorwand nutze, um Russland zur Stützung der belarussischen Wirtschaft zu zwingen.

### Devisenkrise seit 2011
Belarus befand sich seit Ende 2010 in einer Devisenkrise, die nach Einschätzung von Experten wenigstens indirekt auf den Ausgang der Präsidentschaftswahlen am 19. Dezember 2010 zurückzuführen ist. Hartnäckige Gerüchte, dass das Land am Rande eines Staatsbankrotts stehe, führten zu einer Kapitalflucht. Die Bevölkerung deckte sich aus Angst vor einer drastischen Abwertung des Belarussischen Rubels mit ausländischen Devisen ein. Zwar versuchte die Regierung dieser Entwicklung durch Ankaufbeschränkungen entgegenzuwirken, musste allerdings den Bedarf an Valuta weiterhin durch ausländische Kredite decken. Da Minsk jedoch auf der anderen Seite versuchte, am bisherigen System einer staatlich gelenkten Wirtschaft festzuhalten, zeigten selbst östliche Partnerländer geringes Interesse, Belarus die benötigten Finanzhilfen zu gewähren.
Im März 2011 scheiterten Kreditverhandlungen mit den Partnern der Eurasischen Wirtschaftsgemeinschaft (EAWG). Das Ausbleiben der dringend benötigten Devisen verschärfte die latente Wirtschaftskrise im Land und führte zu einem weiteren Ansturm auf ausländische Währungen. Während der Staat aus psychologischen Gründen versuchte, die Wechselkurse für Privatpersonen stabil zu halten, lagen die Kurse im Interbankenhandel schon Anfang Mai 2011 bis zu 100 % über den offiziell veröffentlichten. So mussten Geschäftsleute für einen US-Dollar bereits bis zu 6500 Rubel zahlen, obwohl der amtliche Kurs an den Schaltern immer noch mit etwa 1:3100 angegeben wurde.
Am 24. Mai 2011 reagierte die Notenbank auf den Wertverfall des Rubels mit einem drastischen Schnitt. Über ein Wochenende wertete sie den Rubel um etwa 35 % ab – lagen die Kurse von Dollar und Euro am Freitag, 20. Mai noch bei 1:3155 bzw. 1:4516, wurde der offizielle Dollarkurs am Dienstag, 24. Mai bereits mit 4930 BYR und der Eurokurs mit 6914 BYR angegeben.
Um dem anhaltenden Devisenmangel zu begegnen, genehmigte die Zentralbank am 26. Mai 2011 den Zahlungsverkehr in Fremdwährungen. Demnach durften ausländische Staatsbürger in Belarus ab sofort an Tankstellen, in Hotels oder medizinischen Einrichtungen direkt in ihren Heimatwährungen bezahlen.
Nachdem die Europäische Bank für Wiederaufbau und Entwicklung (EBWE) jegliches finanzielles Engagement im belarussischen Staatssektor verweigert hatte, kam es im Mai 2011 zu einer Übereinkunft mit der Eurasischen Wirtschaftsgemeinschaft (EAWG). Sie bewilligte Belarus einen Rettungskredit über 3 Mrd. US-Dollar, die in Tranchen zur Auszahlung kommen sollten, sofern die belarussische Regierung vertragsgemäß Staatseigentum privatisiert habe (insgesamt im Wert von 7,5 Mrd. Dollar).
Infolge der anhaltenden Währungskrise wurde am 20. Juni 2011 der Präsident der Notenbank, Pjatro Prakapowitsch, durch dessen bisherigen Stellvertreter Jury Alymow ersetzt. Präsident Lukaschenka kommentierte diese Entscheidung mit der Aussage, Prakapowitsch habe Fehler gemacht, die Regierung habe Fehler gemacht und er (Lukaschenka) müsse darauf reagieren.
Vom 20. auf den 21. Oktober 2011 wertete die Nationalbank den Rubel erneut um 34 % ab, von einem US-Dollar für 5712 Rubel auf einen Dollar für 8680 Rubel.
Aufgrund der Inflation gab die Nationalbank der Republik Belarus im Jahre 2012 den 200.000-Rubel-Schein heraus. 200.000 Rubel entsprachen zu jener Zeit rund 19 Euro. Zum Jahresende 2015 lag der Kurs bei rund 1:20.300, sodass für besagten 200.000-Rubel-Schein nur noch knapp 10 Euro eingetauscht wurden.

### Währungsreform 2016
Der aktuelle Rubel (BYN) wurde im Juli 2016 als neuer Rubel im Verhältnis 1 neuer (BYN) = 10.000 alte Rubel (BYR) eingeführt.
In Belarus wurde am 1. Juli 2016 der Nominalwert der Landeswährung um vier Dezimalstellen gekürzt. Gemäß dem entsprechenden Erlass von Präsident Alexander Lukaschenka kamen ab diesem Zeitpunkt jene neuen Banknoten und Münzen in Umlauf, die seit 2008 in den Speichern der Nationalbank auf ihren Einsatz warteten. Deshalb steht auf dem neuen Bargeld das Jahr 2009 und auf den Banknoten die Unterschrift des damaligen Präsidenten der Zentralbank. Wegen der Wirtschaftskrise 2009 hatte sich die Währungsreform zunächst auf unbestimmte Zeit verschoben. In einer Übergangsperiode zwischen dem 1. Juli und dem 31. Dezember 2016 sollten auf sämtlichen Preisschildern im Land die alten und die neuen Preise aufscheinen sowie alte und neue Banknoten parallel kursieren. Ab dem 1. Januar 2017 war ein Umtausch der alten Geldscheine noch in Banken möglich, von 2020 bis Ende 2021 nur noch in der Zentralbank.

## Wechselkurs
Offizielle Wechselkurse bei der Nationalbank der Republik Belarus:
- 1. Januar 2010 – 1 EUR = 4.119,53 BYR
- 1. Januar 2011 – 1 EUR = 3.999,30 BYR
- 1. Januar 2012 – 1 EUR = 10.800,00 BYR
- 1. Januar 2013 – 1 EUR = 11.340,00 BYR
- 1. Januar 2014 – 1 EUR = 13.130,00 BYR
- 1. Januar 2015 – 1 EUR = 14.460,00 BYR
- 1. Januar 2016 – 1 EUR = 20.300,00 BYR
- 1. Januar 2017 – 1 EUR = 2,0450 BYN
- 1. Januar 2018 – 1 EUR = 2,3553 BYN
- 1. Januar 2019 – 1 EUR = 2,4734 BYN
- 1. Januar 2020 – 1 EUR = 2,3637 BYN
- 1. Januar 2021 – 1 EUR = 3,1680 BYN
- 1. Januar 2022 – 1 EUR = 2,8826 BYN
- 1. Januar 2023 – 1 EUR = 2,7076 BYN
- 1. Januar 2024 – 1 EUR = 3,6566 BYN
- 1. Januar 2025 – 1 EUR = 3,4124 BYN[17]